# 高度情報通信人材育成に向けた協力拠点
高度情報通信人材育成に向けた協力拠点（こうどじょうほうつうしんじんざいいくせいにむけた きょうりょくきょてん）とは日本経済団体連合会が日本国内の大学と連携をして情報通信技術の開発ができる人材育成を実施するために設置する産学協同の拠点である。具体的には大学院の設置を検討している。
2006年2月より募集を開始していたが、4月に中核拠点となる2大学と一部の協力体制を実施する7大学が候補となった。その後、候補大学とともに具体的な教育プログラムの内容が詰められ、2007年4月より協力が開始されている。なお、協力拠点に関しては今後3つ程度の大学を加える計画もある。

## 対象大学

### 重点協力拠点
- 筑波大学
- 九州大学

### 協力拠点
- 立命館大学
- 東海大学
- 静岡大学
- 信州大学
- 新都心共同大学院 - (宇都宮大学、埼玉大学、茨城大学、群馬大学による共同大学院)
- 東洋大学
- 琉球大学